# Николаев, Борис Владимирович
Борис Владимирович Николаев (род. 3 марта 1973 года в Москве) — российский сотрудник спецслужб, командир отряда специального назначения «Сатурн» ГУФСИН России по городу Москве, полковник внутренней службы. С октября 2018 года — председатель Совета краповых беретов ФСИН России.

## Биография
Борис Николаев родился 3 марта 1973 года в Москве в семье сотрудников милиции. Родители служили сотрудниками конвойной службы ГУВД города Москвы. С детства занимался гандболом в ЦСКА, в юности числился в дубле основного состава. Срочную службу проходил в стройбате в Горьком (Нижнем Новгороде).
Николаев демобилизовался в октябре 1993 года, после чего получил несколько предложений о службе в подразделениях МВД РФ и органах государственной безопасности, но остановился на отряде специального назначения «Сатурн», образованном в апреле 1992 года в соответствии с приказом МВД РФ в Москве при УИН ГУВД. В отряде с 1994 года как боец штурмового отделения. Участник Первой чеченской войны, входил в первых колоннах в Грозный. В ходе боёв за Грозный 11 января 1995 года был ранен автоматной очередью в голову (касательное ранение), руку (сквозное) и ногу (слепое): БТР, на котором ехали его сослуживцы, был подбит, а многие были убиты в бою. В госпитале врачи спасли Николаева, а сам он был награждён орденом Мужества и краповым беретом, за проявленные в боях мужество и отвагу.
В 1996 году обеспечивал охрану правительства Чеченской Республики и лично Доку Завгаева. В 1999 году во время вторжения боевиков в Дагестан с отрядом участвовал в штурме сёл Карамахи и Чабанмахи, также участвовал во Второй чеченской войне в командировках по охране комплекса правительственных зданий в Гудермесе (2000 год), парламентской ассамблеи Совета Европы в поселке Знаменское (2001 год) и охране правительственных зданий во время президентских выборов в Чечне (2003 год). В 2000 году назначен на должность начальника штурмового отделения. В 2002 году назначен заместителем начальника отдела специального назначения «Сатурн». В 2004 году участвовал в экстрадиции Вячеслава Иванькова.
Находясь на должности заместителя начальника отдела, в сентябре 2006 года Николаев возглавил штурмовую группу, освобождавшую заложников в следственном изоляторе № 9 в Капотне. С 2007 года — командир отдела спецназа УФСИН России по городу Москве «Сатурн».

## Награды

### Государственные награды
- орден Мужества (февраль 1995)[7];
- медаль «За отвагу» (август 2000);
- медаль «В память 850-летия Москвы» (февраль 1997).

### Наградное и именное оружие
- 9-мм пистолет Макарова[8].

### Ведомственные награды
- медаль «За доблесть» (Минюст России) (май 1997);
- медаль «За службу» (Минюст России) 3 степени (декабрь 2002);
- медаль Михаила Галкина-Враского (февраль 2009);
- медаль «За отличие в службе» (ФСИН) 1 степени (май 2012);
- медаль «За отличие в службе» (ФСИН) 2 степени (июнь 2007);
- медаль «За службу» 2 степени (май 2012);
- медаль «За усердие» 2 степени (май 2012);
- медаль «200 лет внутренним войскам МВД России» (июнь 2011);
- медаль «За заслуги в увековечении памяти погибших защитников отечества» (ноябрь 2009);
- медаль «За заслуги» (ФССП) (май 2014);
- медаль «150 лет основания института судебных приставов» (ФССП) (июль 2015);
- медаль «Ветеран уголовно-исполнительной системы» (ФСИН) (июнь 2017).

### Общественные награды
- орден «За веру и верность» (март 2008);
- орден «Защитнику России» (ноябрь 2010);
- орден «Адмирал Ушаков» (июль 2012);
- медаль «Маршал Советского Союза Жуков»;
- медаль «80 лет Вооружённых сил СССР»;
- медаль «За службу на Северном Кавказе (февраль 2006);
- медаль «Участнику контртеррористической операции на Кавказе (апрель 2006);
- медаль «15 лет Отделу специального назначения «Сатурн» УФСИН России по г. Москве» (июль 2006);
- медаль «Ветеран боевых действий» (август 2006);
- медаль «20 лет спецназу «Сокол»;
- медаль «20 лет Отделу специального назначения (базового) «Акула» (апрель 2011);
- медаль «10 лет МУЦСН УФСИН России по Краснодарскому краю (август 2011);
- медаль «Орден чести» 1 степени (январь 2012);
- медаль «200 лет военной разведке» (ноябрь 2012);
- медаль «Миротворец»;
- медаль «За мужество и гуманизм» (март 2014);
- памятный знак «80-я годовщина со дня рождения Ю.А. Гагарина» (март 2014).